# Auburn, New South Wales
Auburn este o suburbie în Sydney, Australia.